# Georges André
Pour les articles homonymes, voir André et Georges André (homonymie).
Géo André, né Georges Yvan André le 13 août 1889 à Paris 8e et mort le 4 mai 1943 près de Tunis, est un athlète, joueur de rugby à XV, aviateur, sous-officier d'infanterie et journaliste sportif français.
Acclamé dans tous les stades d'Europe pendant plus de vingt années, de 1906 à 1927, ce grand sportif de la Belle Époque et des Années Folles est une idole sportive. Athlète complet par excellence, il est sélectionné de nombreuses fois en équipe de France dans de nombreuses disciplines, multi-médaillé et adepte des sports mécaniques. Il est également l'un des pères de l'aviation populaire dans les années 1930.
Malgré les séquelles d'une mauvaise blessure de guerre, il reprend le sport à haut niveau dans les années 1920, dans tous les stades d'Europe, en athlétisme et au rugby, et notamment aux Jeux interalliés de 1919, aux J.O. d'Anvers 1920 et aux J.O. de Paris de 1924 dont il fut une figure phare.
Il devint ensuite journaliste sportif, à La Vie au grand air (jusqu'en 1920), au Miroir des sports (chef de la rubrique athlétisme de 1920 à septembre 1939), à L'Excelsior et à L'Intransigeant, publiant aussi régulièrement son almanach sportif L'As à la fin des années 1920, ainsi qu'un ouvrage en 1936.

## Biographie

### Jeunesse
Le 13 août 1889, Louisa Monnard, Suissesse âgée de 21 ans demeurant au 7 rue de Courcelles à Paris, donne naissance à un garçon prénommé Georges Yvan pendant l'Exposition universelle de 1889. Deux ans plus tard, l'enfant est reconnu par François Louis André. Après avoir passé sa petite enfance dans la capitale française, Georges André quitte la France pour Lausanne en Suisse en 1897. Il est élevé dans un pensionnat sur les bords du lac Léman qui pratique l’enseignement à l'anglo-saxonne. Il y découvre le sport à l'âge de dix ans au collège.
Géo André revient à Paris en 1902, ses parents l'inscrivent au lycée Janson-de-Sailly. À 15 ans, il joue dans l'équipe première de football de Chaptal, championne de Paris. Le lycéen, qui pratique plusieurs disciplines sportives depuis six ans, est sélectionné à 16 ans pour les championnats inter-scolaires et inter-facultés. Vainqueur au saut en hauteur après avoir sauté au-dessus d'une barre à 1,62 m, il dispute les championnats de Paris deux semaines plus tard et passe une barre à 1,60 m et est battu par Émile Papot (1,72 m). Lors des championnats de France, il termine deuxième de l'épreuve du saut en hauteur sans élan avec une détente d'1,38 m.
À cette époque, Géo André s'essaie à de nombreux sports comme le tennis. Champion d'académie dans sa jeunesse, il est finaliste d'un tournoi de double au Racing Club de France avec André Gobert[réf. nécessaire].

### Athlète complet

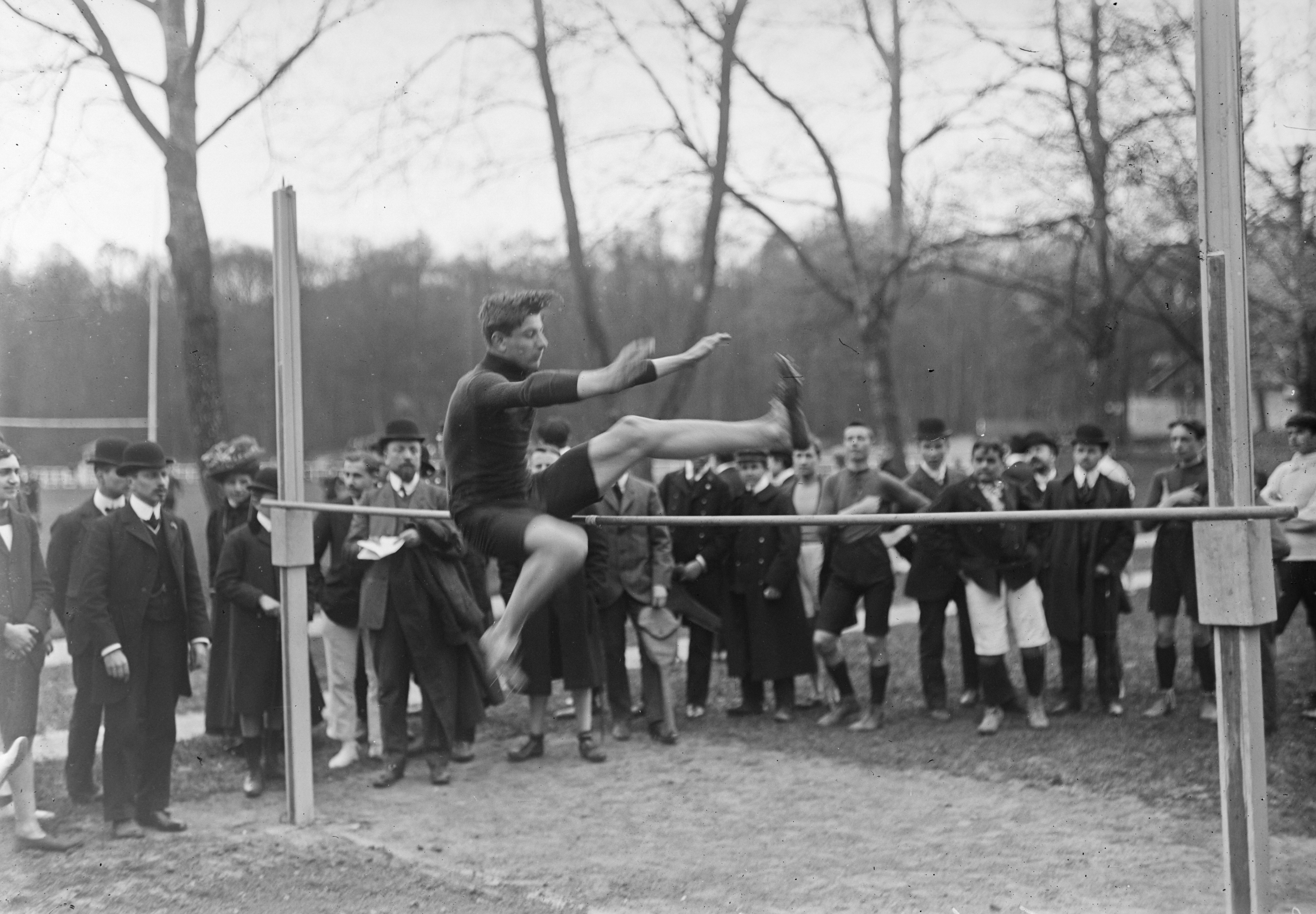
Géo André saute sans élan une barre à 1.42 m en avril 1907.

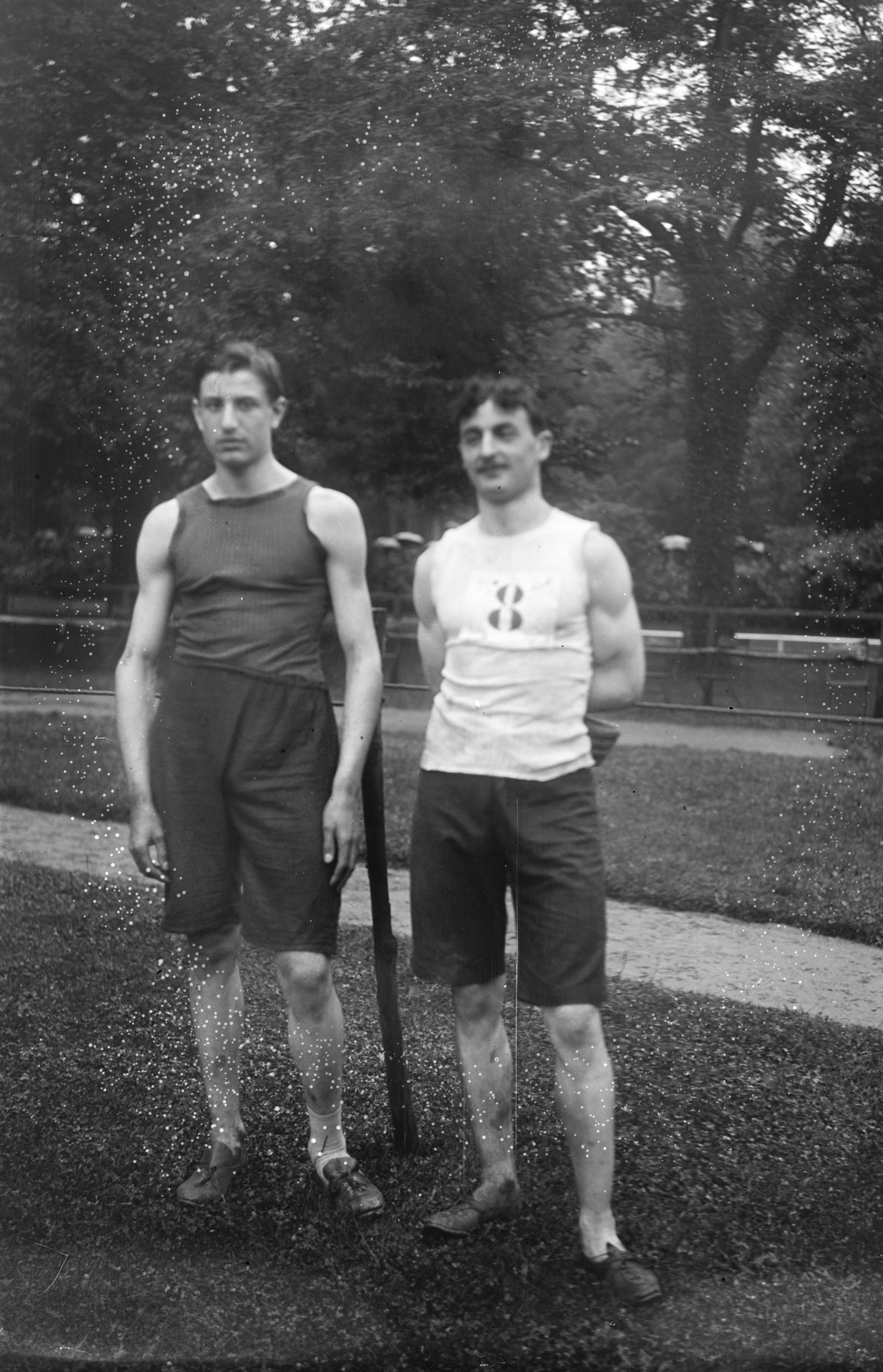
Les deux champions de France 1907 du saut en hauteur avec élan : Géo André (à gauche) et A. Berthet.

#### Première olympiade et premiers titres (1907-1908)
Le 20 mai 1907, lors d'une rencontre internationale organisée à la Faisanderie par le Stade français contre les Polytechnic Harriers, Géo André bat le record de France du saut en hauteur avec une performance de 1,79 m qu'il réussit au deuxième essai,,. La semaine suivante, il remporte la hauteur des championnats de France interscolaire d'athlétisme. Sélectionné pour disputer les championnats de France à la Croix-Catelan le 30 juin, il remporte le titre de champion de France du saut en hauteur avec élan, qu'il partage avec A. Berthet qui a également sauté à 1,75 m, et termine deuxième du saut en hauteur sans élan (1,47 m).
Les Championnats de France d'athlétisme 1908 permettent à l’athlète d'ajouter deux nouveaux titres de champion de France à son palmarès : il conserve celui du saut en hauteur avec élan en s'élevant au-dessus d'1,70 m et ajoute celui du 110 m haies en battant le record de France avec un temps de 15 s 8 qui lui permet de battre Charles Hervoche. Il termine à nouveau vice-champion de France du saut en hauteur sans élan, battu à nouveau par Motte.
Qualifié pour le concours de saut en hauteur des Jeux olympiques de 1908, le jeune Géo André, 18 ans et aucune expérience internationale, est le seul à rater son premier essai à 1,50 m aux éliminatoires,. Il passe au deuxième essai et à s'en sort de peu à la hauteur de 1,70 m, il touche la barre lors de sa troisième et dernière tentative, laquelle se replace dans les clous sans tomber. Lors de la finale l'après-midi, André bat le record de France en sautant au-dessus d'1,82 m puis une deuxième fois en passant 1,86 m au premier essai et une troisième fois en franchissant 1,885 m. Harry Porter, seul concurrent à valider la barre des 1,91 m, est champion olympique. Sur le podium, il a trois vice-champions : Con Leahy, István Somodi et Georges André ; le jury ayant demandé au Comité international olympique trois médailles d'argent. Deux jours plus tard, Géo André termine cinquième du concours olympique de saut en hauteur sans élan.

#### Deuxième olympiade perturbée (1909-1912)
À son retour des Jeux olympiques, Géo André entre à l'École supérieure d'électricité (Sup-élec) et à l'École supérieure de l'aéronautique (Sup-aéro),. Aux championnats de France d'athlétisme 1909, il est titré sur saut en hauteur avec élan (1,70 m) et sans élan (1,51 m) et chute sur la deuxième haie du 110 m haies.
Appelé sous les drapeaux le 10 octobre 1910 pour son service militaire de deux ans, Géo André n'arrive pas dans les meilleures conditions aux championnats de France d'athlétisme 1911, ne pouvant s'entraîner suffisamment. André ajoute deux nouveaux deux titres de champion de France du saut en hauteur, bien qu'il partage avec André Labat celui avec élan — les deux athlètes ayant réussis à passer la barre d'1,80 m —, et termine deuxième du 110 m haies. En amont des Jeux de la Ve olympiade, Géo André, toujours tenu par ses obligations militaires, fait des performances de moindre niveau aux championnats de France même s'il fait partie des trois athlètes titrés sur saut en hauteur sans élan,. Il participe également à un octathlon duquel il termine à la troisième place derrière Pierre Failliot après avoir manqué le 100 mètres,.

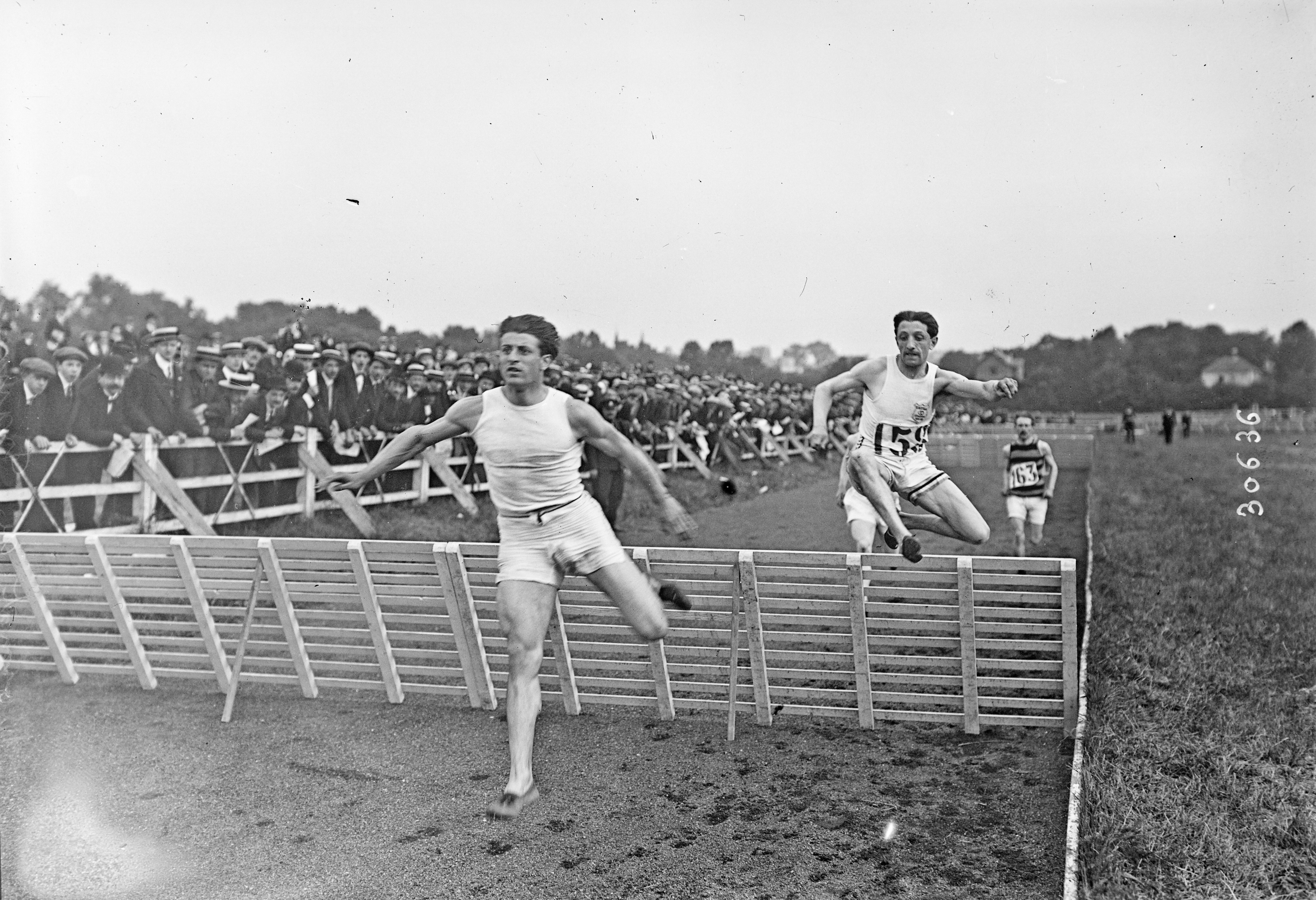
Géo André devant Charles Poulenard lors du 400 m haies des championnats de France d'athlétisme 1913.

#### Concours de l'athlète complet (1913-1914)
Le 12 mai 1913, Géo André remporte les concours du lancer du javelot, du disque, du poids et du saut en hauteur avec et sans élan lors de la première journée d'une rencontre internationale d'athlétisme organisée à Milan en Italie. Le lendemain, il s'essaie avec réussite au 400 m dans le relais après le forfait de Clément Mentrel. Le 18 mai, André contribue au succès du Racing Club de France dans le Prix Blanchet en dominant le 400 m,. Le 22 juin 1913, lors des championnats de France, Géo André remporte le 400 m haies en battant le record de France avec un temps de 57 s
Aux championnats de Paris d'athlétisme en 1914, au Stade de Colombes, Géo André remporte six compétitions : saut en hauteur avec et sans élan, saut en longueur sans élan, 200 mètres plat, 110 mètres haies et lancer du javelot.
En 1914, il se voit décerner le titre de meilleur athlète complet. En 1914, il remporte la finale parisienne du Concours de l'Athlète complet (10 épreuves en un jour) : 1,52 mètre à la hauteur sans élan (record de France égalé), 1,76 mètre à la hauteur, 6,57 mètres à la longueur, et 10 s 6 au 100 m (non homologué car couru dans l'herbe).

#### Vedette d'après-guerre et troisième olympiade (1919-1920)

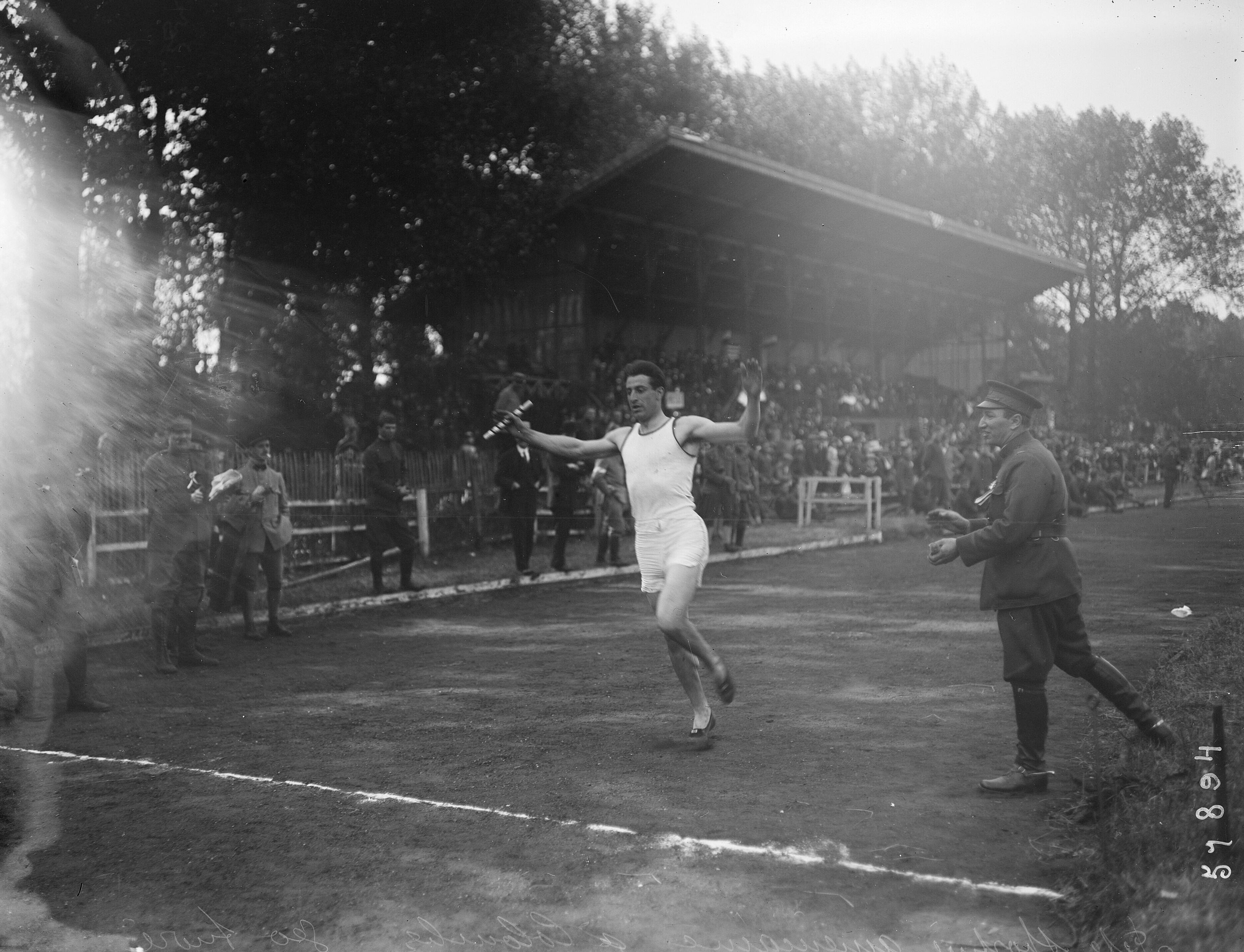
Geo André victorieux à l’arrivée du relais lors de la fête sportive américaine à Colombes en 1918.

Malgré les séquelles de ses blessures de guerre, Géo André renoue avec la compétition lors d'une rencontre d'athlétisme entre la France et les États-Unis organisée le 4 juillet 1918, le Jour de l'Indépendance. Dans un relais de 1 000 mètres, Géo André est le dernier relayeur de l’équipe française et refait son retard sur John Eller (en) pour le battre de cinq à six mètres sur la ligne d'arrivée,,.
Lors des éliminatoires des Jeux interalliés, Géo André bat le record de France du 200 m haies avec un temps de 25 s 4,. Retenu pour disputer les Jeux interalliés, aussi appelés Olympiades militaires, organisés dans le stade Pershing récemment construit, Géo André est porte-drapeau de la délégation française avec Raoul Paoli,,. Après s'être qualifié en demi-finale du 200 m haies, il déclare forfait pour se concentrer sur le pentathlon duquel il termine troisième.
Le 1er août 1920, Géo André bat son propre record de France du 400 mètres haies d'une seconde en courent l'épreuve en 56 s au stade de Colombes.

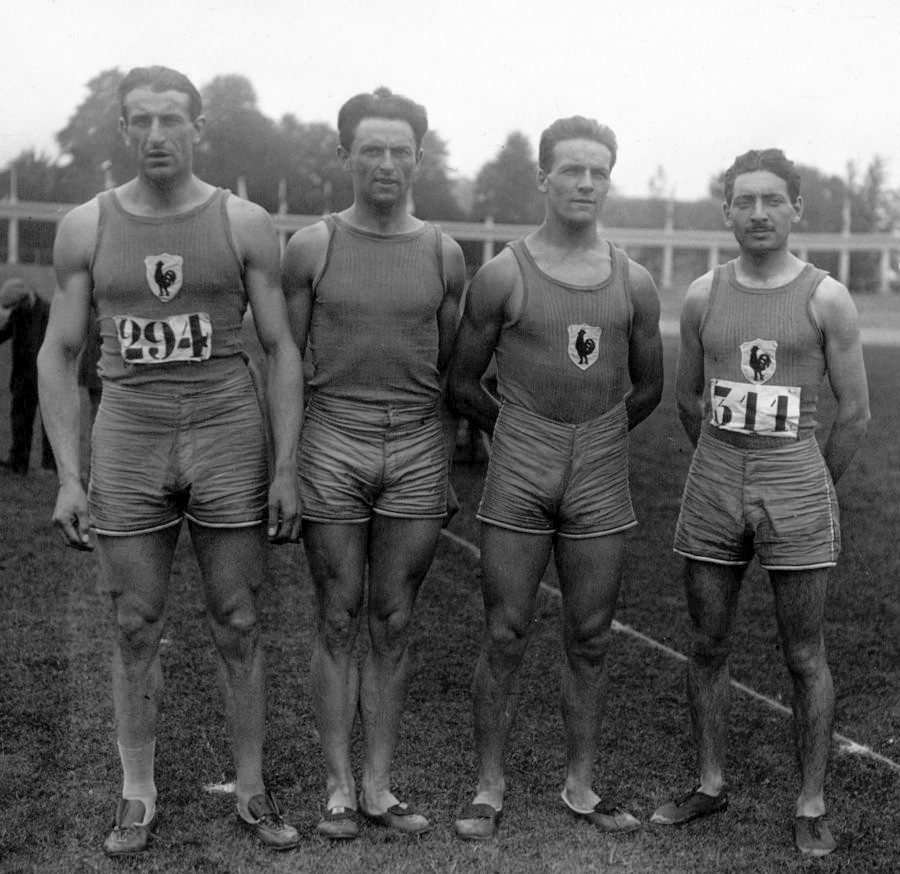
Géo André (no 294 à gauche) remporte une 2e médaille olympique, en bronze, avec le relais 4x400 mètres lors des Jeux olympiques de 1920.

Organisés en 1920, les Jeux de la VIIe olympiade sont les premiers organisés après-guerre. En finale du 400 mètres haies, Géo André fait face à quatre Américains. À la ligne extérieure, Charles Daggs (en) mène grand train et pousse l'athlète français à tenir un rythme élevé dès le départ, suivi de près par Frank Loomis. À l'entrée de la ligne droite finale, les coureurs américains accélèrent et passent tour à tour devant le Français qui termine à la quatrième place. Dans la foulée de Loomis, champion olympique en battant le record du monde en 54 s, Géo André court plus vite que son record de France avec un temps estimé à 54 s 6. Son record n'est pas homologué car le jury technique international n'officialise que le temps du vainqueur.
Troisième relayeur de l'équipe française dans le relais 4 × 400 mètres masculin, Géo André maintient sa place sur le podium après un départ rapide et lance le champion de France en titre Gaston Féry qui termine troisième et permet aux quatre coureurs français d'obtenir une médaille de bronze.

#### Vétéran et figure des Jeux olympiques de Paris (1921-1924)

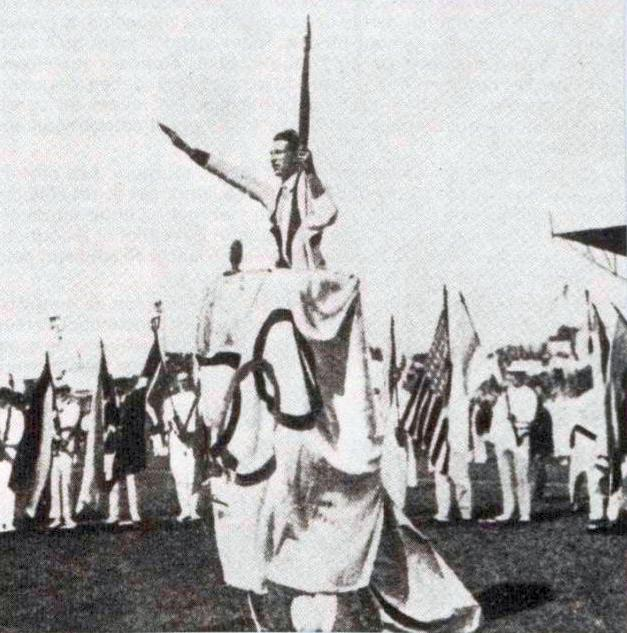
Géo André prête le serment olympique lors de la cérémonie d'ouverture des Jeux olympiques de Paris en 1924.

Le 13 août 1922, Géo André bat son propre record de France du 110 mètres haies datant de 1908 en courant en 15 s 4 à Genève lors d'une rencontre internationale contre la Suisse.
En mai 1924, les lecteurs du journal Paris-Soir désignent Géo André comme l’athlète français le plus qualifié pour prêter le serment olympique lors des Jeux olympiques d'été de 1924 organisés à Paris. Quelques jours plus tard, le Comité exécutif des Jeux le sélectionne, par onze fois à dix pour Lucien Gaudin, pour prêter le serment olympique,,. Le vétéran de Londres, de Stockholm et d'Anvers est également porte-drapeau de la délégation française lors de la cérémonie d'ouverture.
Au lendemain de la cérémonie d'ouverture, Géo André débute sa quatrième participation aux Jeux olympiques en remportant la troisième série du 400 mètres haies masculin puis en se qualifiant en finale après avoir terminé deuxième en demi-finale derrière Ivan Riley. Le 7 juillet, Géo André part très bien dans la finale avant de s'effondrer en fin de course et d'être passé par ses concurrents,. Après les disqualifications de Charles Brookins (en) et Frederick Blackett (en), il est finalement classé quatrième, comme lors des Jeux d'Anvers.

### Joueur de rugby
a Compétitions nationales et continentales officielles uniquement.

b Matchs officiels uniquement.

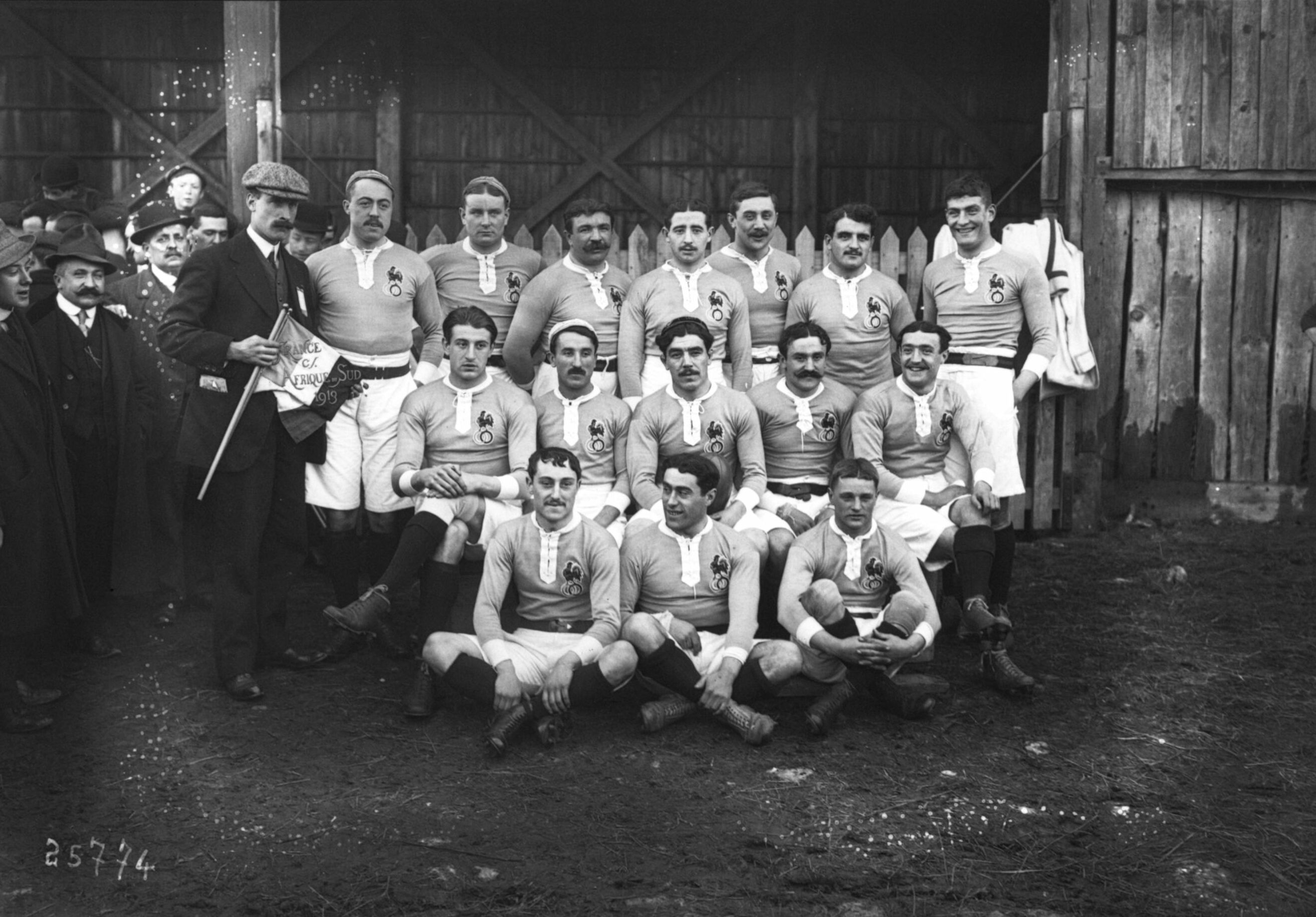
Géo André, jambes croisées, premier à gauche au deuxième rang, est sélectionné pour la première fois en équipe de France pour affronter l’Afrique du Sud en 1913.

Tirant avantage de son imposant physique, 1,88 m et plus de quatre-vingt kilos, et de sa vitesse, Géo André joue au rugby à XV au poste de trois-quarts aile. D'abord licencié au Stade français de 1906 à 1908, il évolue de 1908 à 1927 dans l'équipe du Racing Club de France. En demi-finale du Championnat de France 1911-1912, le 17 mars 1912 devant 20 000 spectateurs à Colombes, il participe à la victoire du Racing contre le Stade bordelais UC. En finale deux semaines plus tard, Géo André inscrit les deux essais de son équipe en première mi-temps dans la défaite 8 à 6 contre le Stade toulousain.
Le 11 janvier 1913 au Stade du Bouscat, Géo André connaît sa première sélection en équipe de France de rugby à XV pour le dernier match de la tournée de l'équipe d'Afrique du Sud. Dans la défaite 38 à 5 des Bleus, le trois-quarts aile du Racing marque des points en transformant le seul essai français inscrit par Maurice Bruneau. Considéré comme un redoutable ailier, il est de nouveau sélectionné deux semaines plus tard lors de la défaite 20 à 0 contre l'Angleterre au stade de Twickenham dans le cadre du Tournoi des Cinq Nations. Le 27 février, la France connaît une nouvelle défaite, cette fois-ci contre le pays de Galles, dans laquelle André feinte un coup de pied, charge puissamment puis élimine l'arrière d'un coup de pied qu'il récupère lui-même pour marquer un essai,. Un mois plus tard, il participe à la défaite à Cork face à l'Irlande.

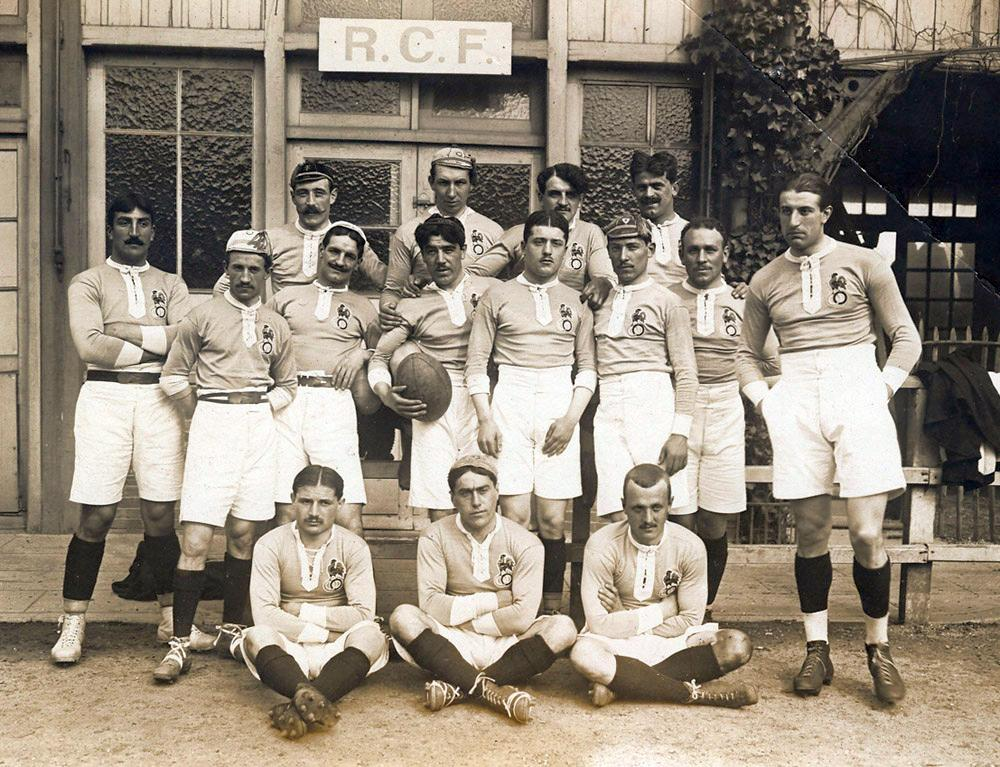
En 1914, l'ailier du Racing (1er à partir de la droite), dispute à nouveau le tournoi des Cinq nations.

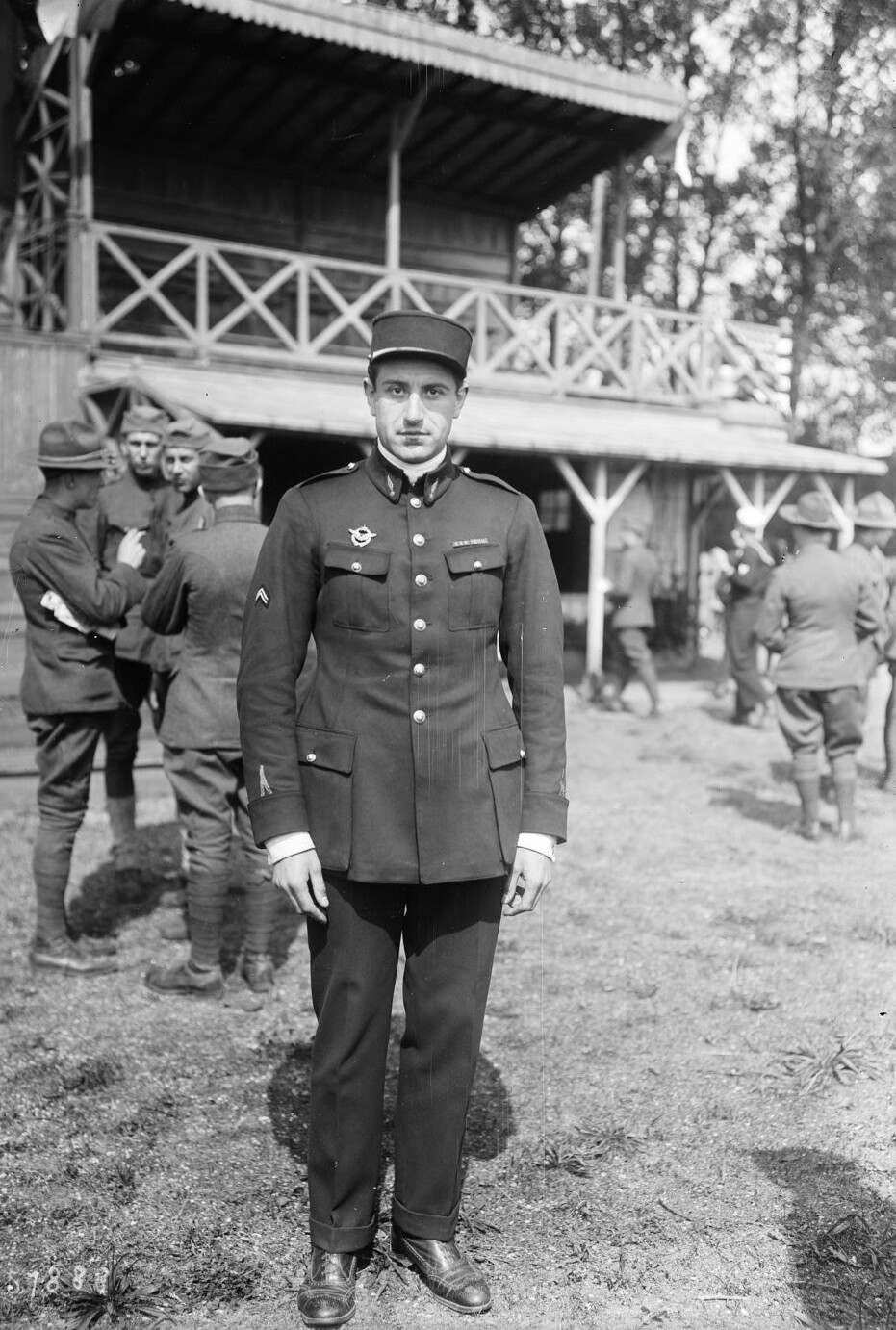
Géo André en tenue militaire à la fête sportive américaine de Colombes en 1918.

En 1918, après plusieurs années d'absence des terrains à cause de la Première Guerre mondiale, Géo André reprend le rugby à XV dans diverses équipes militaires comme dans une sélection de joueurs du Nord de la France contre ceux du Sud. Faisant partie des meilleurs joueurs de la rencontre, le Parisien est conservé pour affronter une équipe de soldats anglais. Le 17 février 1918, André fait partie de l'équipe militaire de l'U.S.F.S.A. pour jouer contre l'équipe de Nouvelle-Zélande devant vingt mille spectateurs au Parc des Princes,. Le 28 avril, Géo André marque deux essais en finale de l'édition 1918 de la Coupe de l'Espérance dans la victoire de son club, le Racing Club de France contre le FC Grenoble par 22 points à 9,,.
En 1920, André est de nouveau finaliste du Championnat de France avec le Racing Club de France.
Géo André, portant le no 93 d'international, n'ajoute aucune sélection internationale après la Grande Guerre et compte un total de sept matchs sous le maillot de l'équipe de France de rugby à XV. Entre 1913 et 1914, le trois-quarts aile a marqué trois essais et réussi une transformation.

### Soldat de la Première Guerre mondiale
Après le déclenchement de la Première Guerre mondiale, Géo André est mobilisé à Paris dans le 103e régiment d'infanterie. Il part au front début août et participe à la fin du mois à la bataille dite des Frontières qui décime 60% des effectifs du régiment. Le 23 août, il fait l'objet d'une citation pour fait d'armes et bravoure, puis d'une autre le 1er septembre. Le même jour, il est fait caporal et le lendemain sergent.

En 1918, avant la fin du conflit, le célèbre athlète publie un livre intitulé Ma captivité en Allemagne dans lequel il raconte son témoignage de la Grande Guerre. Dans celui-ci, il raconte la retraite de ses troupes aux environs de Stenay le 2 septembre 1914 : 

« Le pont franchi, je vois détaler les Allemands qui s'étaient tapis derrière une haie. J'ai vite fait d'en rattraper un. Il pivote sur lui-même, et dans la brusquerie du mouvement me porte un coup de baïonnette qui m’entame profondément trois doigts. […] Les mitrailleuses allemandes entrent alors en action. […] Je commande à ma section de se replier par bonds successifs. À peine l'ai-je dit d'une balle me frappe au-dessus de la tempe. […] La balle qui m'a frappé de biais ne fait qu'un profond sillon dans l’os frontal. Quand je reviens à moi, la plupart de mes hommes se sont enfuis. Après m’être bandé la tête, je renouvelle mes recommandations à ceux qui me restent, et nous tâchons de sortir de cette zone dangereuse. [..] L'artillerie, silencieuse jusqu’alors, commence alors à donner furieusement. Je reçois comme un violent coup de bâton au bas de la jambe. Je pense d'abord m’être fait une entorse. Mais c'est une nouvelle balle qui est venue me fracasser la cheville. […] Il me faut deux heures pour atteindre les premières habitations. Aveuglé par le sang coulant à flots de mon front, une main abîmée, une jambe affreusement douloureuse, je traîne sur les genoux, semant mon équipement pour m'alléger tout au long du chemin. […] Ce ne sera le lendemain que je comprendrai qu'elle fut ma chance en sortant de là vivant,. »

Dans la continuité de son récit, Géo André dit s'être réfugié dans une maison voisine de l’église. Les Allemands pénètrent dans le village et trouvent le chef de bataillon blessé.

« Comme si j'étais en état de me défendre, l'un d'eux me colle son arme sur la tempe. […] Un sous-officier qui m’examine pousse une exclamation. Comme beaucoup de ses compatriotes, il se représente sans doute les Français comme des avortons, et ma stature le confond. Baragouinant quelques mots de notre langue et s'aidant d'une mimique des poings, il me demande si je suis boxeur. J'ai la force de murmurer « Laufen » (courir).
Paraissant enchanté de la réponse, et après avoir enjoint à ses hommes de rengainer leurs revolvers, il m’explique qu'il fait lui aussi de la course à pied. Nous sommes entre confrères. C'est au sport, à n’en pas douter, que je dois la vie. »

Chargé dans une charrette avec d'autres blessés, Géo André voyage jusqu'à la gare de Montmédy. Chargé sur un brancard dans un compartiment de seconde classe d'un train, il voyage, après un long arrêt à Luxembourg, vers le Reich allemand. Arrivé à Trèves, le soldat français est conduit dans une caserne transformée en hôpital et soigné par des médecins français. Transféré par train sanitaire à l’hôpital chirurgical de Göttingen, il reçoit dès que sa blessure est refermée, l'ordre de départ pour le camp d'Erfurt. Après avoir retrouvé l'usage de sa jambe, le prisonnier André reçoit la permission de créer des sections de culture physique dans le camp. Au printemps 1915, il est transféré au camp de Soltau où il n'est que de passage avant d'être envoyé en punition tout l'été à Selsingen dans un nouveau camp en plein marais. De retour à Soltau, Géo André prépare son évasion avec Michel Doré, ancien pilote automobile, mais ce dernier est chargé de corvée et ne peut s'enfuir. Sur le chemin du défrichement de la forêt, Géo André s'enfuit lors de la pause à mi-route dans la forêt, déterre des vivres préparées et fuit vers la Hollande. Après plusieurs jours de marche, il est rattrapé par les troupes allemandes non loin de Meppen.
Malgré sa tentative d'évasion, Géo André est un prisonnier notoire au camp de Soltau. Il a une chambre séparée dans la baraque, avec poêle et réseau électrique spécial. Il a des droits spéciaux : celui de posséder un chien, d'avoir à disposition une salle de boxe, un terrain de football, de pouvoir aller au cinéma et au théâtre, d'avoir un laissez-passer pour faire ses achats. Désigné avec Michel Doré pour partir en Russie après s'être impliqué dans un incident entre une sentinelle et des prisonniers, il tente une nouvelle évasion avec un faux laisser-passer mais échoue et est envoyé au cachot. Après avoir passé l'été 1916 à l'Est, l'amaigri athlète se retape à Preussisch Holland avant d'être renvoyé dans un camp allemand, celui de Hameln.

### Journaliste
Géo André début dans le journalisme en 1910 alors qu’il doit rendre pour Excelsior un compte-rendu du match entre le Racing et Swansea. Il devint ensuite journaliste sportif, à La Vie au grand air (jusqu'en 1920), au Miroir des sports (chef de la rubrique athlétisme de 1920 à septembre 1939), à L'Excelsior et à L'Intransigeant, publiant aussi régulièrement son almanach sportif L'As à la fin des années 1920, ainsi qu'un ouvrage, La Course à pied. Vitesse aux éd. Bornemann, en 1936.
Il détient les records de France du 200 mètres haies et du saut sans élan jusqu'après la Libération.

### Aviateur, inventeur et carrière politique
En 1908, Géo André passe son brevet de pilote civil d'avion. Il est breveté au vol militaire à Étampes, en janvier 1918, à son retour de captivité en Allemagne. Il est l'un des pères de l'Aviation populaire dans les années 1930.
Chargé d'assurer la sécurité du congrès du Parti socialiste en 1934, Géo André est engagé politiquement. Après de nombreuses années à développer le sport en France, il est nommé par arrêté ministériel membre du Conseil supérieur de l'éducation physique et de la Commission sports et compétitions au sein du ministère de la Santé publique et de l'Éducation. En décembre, il prend l'initiative de réunir les organisations du sport et d'éducation physique en France dans la salle des fêtes du Petit Journal pour unir le mouvement sportif.
En avril 1936, Géo André est candidat à la députation pour le parti d'unité prolétarienne dans la deuxième circonscription du 14e arrondissement de Paris sous l'étiquette de l’Union socialiste,. Nettement battu au premier tour, il se désiste en faveur d'Ambroise Croizat qui est finalement élu,.
Il fut aussi un lanceur d'alerte[Quoi ?] et un infatigable défenseur du sport, un  passionné d'aviation et de vol à voile en particulier, la cheville ouvrière de l'Aviation populaire en France de 1936 à 1939, l'engagé politique du Front populaire en 1936. C'est aussi l'opposant à l'Allemagne nazie lors des J.O. de Berlin, contre la récupération politique des Jeux par Hitler. À plus de cinquante ans, il est engagé volontaire pour combattre l'Allemagne nazie en 1939, un grand dirigeant d'activités pour la jeunesse d'Afrique du Nord, durant la guerre 1939-1945.

### Mort au combat
En 1943, il est un combattant toujours volontaire et une fois de plus héroïque lors de la bataille de Tunisie contre les nazis. Adjudant d'infanterie, il est tué lors de la reconquête de Tunis, le 4 mai 1943, à l'âge de 53 ans,.

### Vie privée
Marié, il est père de deux enfants. Son fils, Jacques André, a été un athlète de classe internationale sur 110 m haies et 400 m haies, ainsi qu'en 200 m haies et en 4×400 m. Durant la Seconde Guerre mondiale, son fils Jacques fut, avec Marcel Albert, le plus titré des cent pilotes de l'escadrille Normandie-Niémen (vingt victoires dont quatre probables à son actif), et revint auréolé de la haute et rare distinction de Héros de l'Union Soviétique.
En 1938, il raconte dans Le Miroir des sports son voyage familial dans cinq pays européens avec ses deux enfants Jacques et Christiane,,.

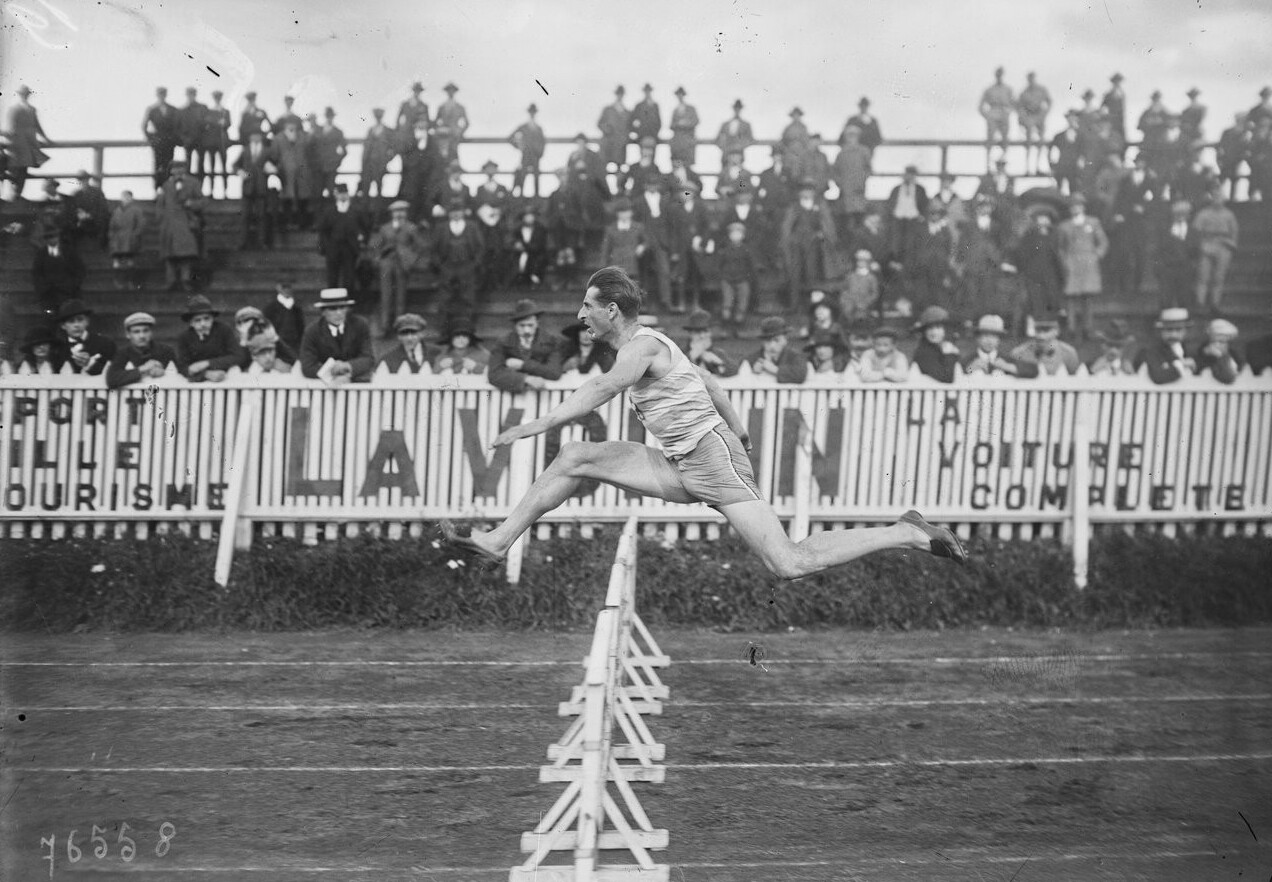
Georges André lors de sa victoire sur 400 mètres haies lors des championnats de France 1922.

## Style et personnalité
Acclamé sur tous les stades d'Europe pendant plus de vingt ans, de 1906 à 1927, ce grand sportif de la Belle Époque (1890-1914) et des Années folles (les années 1920) fut une idole des foules sur les stades, à l'égal du grand Jean Bouin (1888-1914) disparu prématurément ou de Jules Ladoumègue (1906-1973) dans l'entre-deux guerres.

## Palmarès
- Il participe à 4 olympiades, de 1908 à 1924[42]. Il est deux fois médaillé aux J.O. : au saut en hauteur (1,89 m) à Londres en 1908, sur 4 fois 400 m en 1920, et deux fois 4e de la finale olympique du 400 m haies (aux J.O. de 1920 à Anvers et de 1924 à Paris où il était porte-drapeau de la délégation française et celui qui prononça le serment olympique. Il est aussi médaillé de bronze au pentathlon des Jeux interalliés de 1919 où il est aussi porte-drapeau de la délégation française.
- Il est 13 fois en sélection nationale (1908 à 1926).
- Recordman d'Europe du 400 m haies en 1920, en 54 s 8 (le record du monde cette année-là était de 54 s 2, puis 54 s).
- Recordman de France à 8 reprises : saut en hauteur (2 fois, dont 1,885 m en 1908 - durée 14 ans), saut en hauteur sans élan (en 1906, son 1er record), 200 m, 110 m haies (15 s 2/5 en 1922) et 400 m haies (4 fois, dont 54 s 4/5 en 1920 - durée 10 ans).
- Il est 28 fois champion de France : 5 fois sur 110 m haies (1908, 1914, 1919, 1920 et 1922), 5 fois sur 400 m haies (1913, 1914, 1919, 1920 et 1922), 7 fois à la hauteur avec élan (1907, 1908, 1909, 1911, 1914, 1919 et 1920) et 8 fois à la hauteur sans élan (1907, 1908, 1909, 1911, 1912, 1914, 1919 et 1920). Mais aussi 3 fois vice-champion de France : à la hauteur sans élan en 1908, sur 110 m haies en 1911 et sur 400 m haies en 1924.

En novembre 1922, L'Auto indique que Géo André est l'athlète ayant le record de titres de champion de France avec 21 titres : quatre sur 110 mètres haies, cinq sur 400 mètres haies, cinq au saut en hauteur avec élan et sept à la hauteur sans élan.
Ses meilleures performances :
- 100 mètres : 10 s 3/5 (le 12 juillet 1914) ;
- 400 mètres : 49 s 3/5 ;
- 110 mètres haies : 15 s 2/5 ; 200 mètres haies : 25 s 2/5 ;
- 400 mètres haies : 54 s 4/5 ;
- saut en hauteur sans élan : 1,53 m ;
- saut en hauteur avec élan : 1,885 m ;
- saut en longueur sans élan : 3,18 m ;
- saut en longueur avec élan : 6,85 m ;
- lancer du poids : 12,40 m ;
- lancer du disque : 38,55 m ;
- lancer du javelot : 44 m.

### Distinctions
En janvier 1923, Géo André se voit décerner le Grand Prix d'athlétisme par l'Académie des Sports. En novembre 1924, Géo André est nommé chevalier de la Légion d'honneur,.
- Géo André s'est vu décerner le titre de « gloire du sport » français.

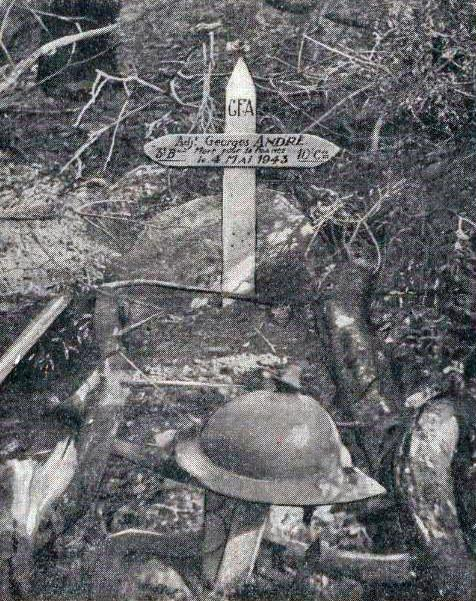
La tombe de Géo André, près de Matteur (1946).

## Postérité et hommages

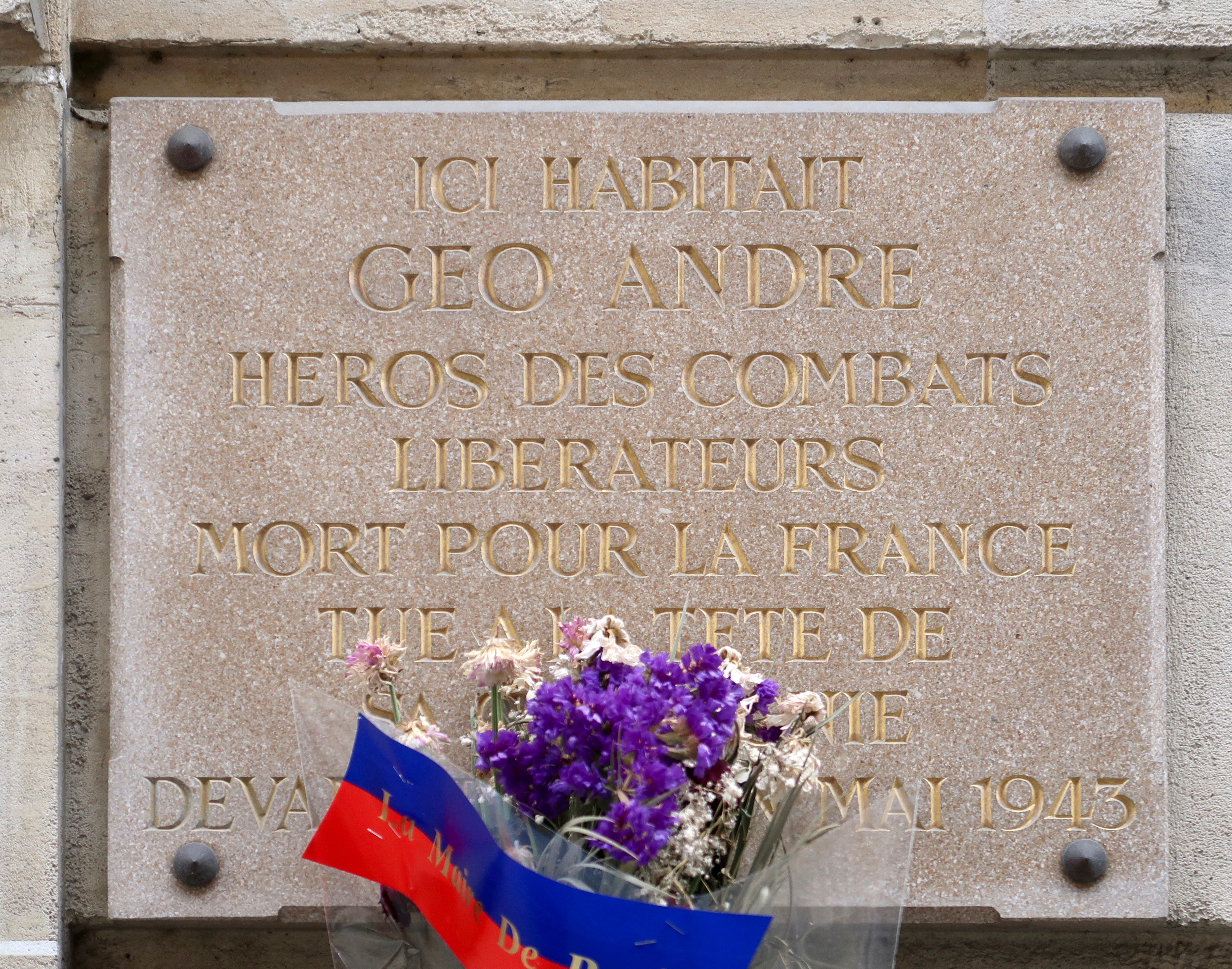
Plaque 9 rue Marguerin (14e arrondissement de Paris), où il vécut.

- Une plaque commémorative honore sa mémoire, 9, rue Marguerin à Paris, adresse où il résidait.
- L'un des deux stades historiques de Tunis portait le nom de Géo André ; il est rebaptisé Chedly Zouiten.
- En Côte d'Ivoire, le grand stade d'Abidjan, un immense stade de 65 000 places, avait pour nom Géo André avant d'être rebaptisé stade Félix Houphouët-Boigny.
- À Paris, dans le 16e arrondissement, à proximité du Parc des Princes et du stade Roland Garros, Géo-André est un complexe sportif multisports et le siège social du Stade Français.
- De nombreux stades en France portent son nom.
- En mai 2024, la 372e promotion de sous-officiers de l'ENSOA reçoit le nom : Adjudant Géo André[46].